# Macedonia del Norte en los Juegos Olímpicos de la Juventud 2018
Macedonia del Norte participó en los Juegos Olímpicos de la Juventud 2018 en Buenos Aires, Argentina, del 6 al 18 de octubre de 2018.

## Participantes
La siguiente es la lista con el número de participantes en los Juegos por deporte/disciplina.
| Deporte   | Masculino | Femenino | Total |
| --------- | --------- | -------- | ----- |
| Atletismo | 1         | 0        | 1     |
| Judo      | 1         | 0        | 1     |
| Karate    | 1         | 0        | 1     |
| Lucha     | 1         | 0        | 1     |
| Natación  | 0         | 1        | 1     |
| Taekwondo | 0         | 1        | 1     |
| Total     | 4         | 2        | 6     |

## Medallero
| Género        | Medalla de oro | Medalla de plata | Medalla de bronce | Total |
| ------------- | -------------- | ---------------- | ----------------- | ----- |
| TOTAL OFICIAL | 0              | 0                | 1                 | 1     |

### Medallistas
El equipo olímpico de Macedonia obtuvo la siguiente medalla:
| Nombre       | Deporte | Competición  |
| ------------ | ------- | ------------ |
| Oro          |         |              |
| Plata        |         |              |
| Bronce       |         |              |
| Fahik Veseli | Karate  | Hasta 61Kg M |

## Disciplinas

### Karate
Macedonia clasificó a un atleta según la clasificación olímpica de Buenos Aires 2018.
- 61 kg masculino - Fahik Vaseli